# PangaeaPanga
Alex Tan (nacido el 13 de marzo de 1996), más conocido bajo el alias PangaeaPanga y anteriormente Penangbenny, es un creador de  hack ROM y TASer estadounidense. Es más conocido como el creador de hack ROM de Super Mario World y niveles de Super Mario Maker de alta dificultad. Entre sus trabajos notables incluyen el hack ROM Super Dram World, y los niveles de Super Mario Maker "P-Break" y "U-Break". También es conocido por haber jugado Super Mario World con los ojos vendados.

## Vida personal
Tan es de Rocky Hill, Connecticut, y se graduó de Rocky Hill High School, donde tiene los registros escolares de los 800 y 1,000 metros de carrera de milla.[cita requerida] Su milla más rápida es 4:23.13. En 2018, se graduó de la Escuela de Negocios de la Universidad de Connecticut con un título en sistemas de información gerencial, y fue corredor de cross country de División I de la NCAA para los Huskies de UConn durante la temporada 2014-2015. Toca el piano y la trompeta y dice tener un tono perfecto.

## Carrera de speedrunning
PangaeaPanga fue el poseedor del récord mundial de speedrunning de Super Mario World en 2015, después de haber vencido el juego en 1 minuto y 38 segundos utilizando la ejecución arbitraria de código, aunque este récord ha sido batido desde entonces. 
PangaeaPanga comenzó a jugar Super Mario World con los ojos vendados el 16 de junio de 2015, y completó una ejecución completa del juego de esta manera ocho días después. Él ha declarado que tuvo la idea del jugador DavisKongCountry, quien jugó partes del juego con los ojos vendados. Para vencer el juego de esta manera, PangaeaPanga memorizó una ruta que era "fácil y consistente", utilizando claves musicales del juego para saber cuándo llevar a cabo ciertas acciones. La carrera duró 23 minutos, a pesar de interpretar al personaje de Mario, morir algunas veces y perderse. Después de haber batido su récord mundial el 20 de julio de 2016, en un tiempo de 17:46, recuperó el título unos días más tarde el 8 de agosto de 2016 con un tiempo de 15:59 usando la versión japonesa, antes de volver a batir su propio récord el 24 de mayo de 2017 con un tiempo de 13:31.
En septiembre de 2015, YouTube eliminó la mayoría de los videos Speedrun asistidos por herramientas de PangaeaPanga de su canal después de que Nintendo hizo un reclamo de Digital Millennium Copyright Act. PangaeaPanga describió su canal de YouTube como "destrozado" en Twitter y declaró que considera una "vergüenza" que los creadores de contenido "estén restringidos a ... Super Mario Maker en lugar de la forma en que siempre lo hemos hecho".

## Niveles de Super Mario

### Super Mario World
A través del ROM hacking, PangaeaPanga ha logrado varios niveles difíciles para Super Mario World, el más famoso de los cuales es "Item Abuse 3". Este nivel, que tardó tres años en crearse y superarse, se ha descrito como "el nivel más difícil de Super Mario World ". El nivel es imposible de superar sin utilizar la ayuda de herramientas para permitir la entrada de botones en fotogramas individuales. PangaeaPanga ha declarado que "cualquiera que pueda completar esto es bastante loco mentalmente".
Además de la serie Item Abuse, PangeaPanga también ha creado tres hacks adicionales inspirados en la serie Kaizo Mario World titulada Super Dram World, Super Dram World 2 y Super Foss World, de los cuales los dos primeros han sido ejecutados en vivo en evento Games Done Quick.

### Super Mario Maker
En septiembre de 2015, 10 días después del lanzamiento Super Mario Maker en Estados Unidos, PangaeaPanga subió "Pit of Panga: P-Break". El nivel, que se llevó cinco horas para crear, tuvo que ser batido de antemano para ser subido a los servidores de Super Mario Maker, medida que previene subir niveles imposibles de superar. PangaeaPanga superó el nivel en nueve horas, todo lo cual transmitió en Twitch. "P-Break" fue una secuela de "Bomb Voyage", otro nivel difícil que PangaeaPanga creó. Le tomó a la comunidad Super Mario Maker un total colectivo de 11,000 intentos antes de que el  Bananasaurus Rex superara ese nivel.
A finales de octubre de 2015, "P-Break" fue superado 41 veces. Después de afirmar que "en un mundo ideal, no más de diez jugadores superando el me satisfarían", PangaeaPanga pasó a crear el "Pit of Panga: U-Break" aún más difícil, que luego fue galardonado con el récord mundial por el "Más difícil nivel creado en Super Mario Maker "por Guinness World Records. PangaeaPanga influyó en otras personas para crear niveles de Super Mario Maker inusualmente difíciles. En una entrevista, PangaeaPanga ha declarado que nunca trató de construir niveles fáciles, ya que le gusta "obligar a los jugadores a tomar una ruta específica", en contraste con la autonomía que los videojuegos suelen ofrecer a los jugadores. Además, PangaeaPanga ha notado que su objetivo es hacer que los niveles "sean justos y divertidos, sin ser demasiado agravantes o difíciles", lo que logra al probar sus propios niveles.
Otro nivel de su creación, en Super Mario Maker 2, "Cyber Security 101: Brute Force", requería que los jugadores ingresaran dos números de ocho dígitos a través de las mecánicas del juego, lo que le daba al jugador una probabilidad de 1015 de ganar en un intento.